# Lista över matchresultat i Elitserien i ishockey 1996/1997
Lista över matchresultat i grundserien av Elitserien i ishockey 1996/1997. Ligan inleddes den 17 september 1996 och avslutades 9 mars 1997.
| Nr | Lag                | S  | V  | O  | F  | GM  | IM  | MS   | P  |
| -- | ------------------ | -- | -- | -- | -- | --- | --- | ---- | -- |
| 1  | Leksands IF        | 50 | 28 | 7  | 15 | 166 | 132 | +34  | 63 |
| 2  | Luleå HF (RM)      | 50 | 26 | 8  | 16 | 150 | 121 | +29  | 60 |
| 3  | Djurgårdens IF     | 50 | 26 | 8  | 16 | 148 | 132 | +16  | 60 |
| 4  | Färjestad BK       | 50 | 27 | 5  | 18 | 186 | 135 | +51  | 59 |
| 5  | AIK                | 50 | 23 | 10 | 17 | 149 | 131 | +18  | 56 |
| 6  | HV71               | 50 | 22 | 9  | 19 | 178 | 159 | +19  | 53 |
| 7  | Västra Frölunda HC | 50 | 17 | 17 | 16 | 134 | 133 | +1   | 51 |
| 8  | Malmö IF           | 50 | 20 | 10 | 20 | 171 | 154 | +17  | 50 |
| 9  | Brynäs IF          | 50 | 21 | 8  | 21 | 155 | 144 | +11  | 50 |
| 10 | Modo               | 50 | 17 | 6  | 27 | 136 | 167 | −31  | 40 |
| 11 | Södertälje SK (U)  | 50 | 15 | 7  | 28 | 122 | 179 | −57  | 37 |
| 12 | Västerås IK        | 50 | 5  | 11 | 34 | 133 | 241 | −108 | 21 |

## Matcher
| Denna tabell: visa • redigera |

| Datum Match Resultat Publik Spelplan Omgång 1 - 17 september 1996 Luleå HF-Modo Hockey 0-0 (0-0, 0-0, 0-0) 4007 Delfinen - 17 september 1996 Västerås IK-Färjestads BK 5-5 (2-3, 0-1, 3-1) 2922 Rocklundahallen - 17 september 1996 Djurgårdens IF-HV 71 6-3 (2-1, 1-1, 3-1) 5232 Globen - 17 september 1996 Brynäs IF-Västra Frölunda HC 3-1 (0-1, 2-0, 1-0) 3918 Gavlerinken - 17 september 1996 Leksands IF-AIK 0-3 (0-1, 0-2, 0-0) 4936 Leksands Isstadion - 17 september 1996 Malmö IF-Södertälje SK 5-2 (3-0, 1-1, 1-1) 5223 Malmö Isstadion Omgång 2 - 19 september 1996 Södertälje SK-Leksands IF 5-3 (0-0, 2-3, 3-0) 3495 Scaniarinken - 19 september 1996 AIK-Brynäs IF 4-0 (1-0, 2-0, 1-0) 8049 Globen - 19 september 1996 Västra Frölunda HC-Djurgårdens IF 3-1 (3-0, 0-0, 0-1) 5840 Scandinavium - 19 september 1996 HV 71-Västerås IK 3-2 (1-0, 1-1, 1-1) 3106 Rosenlundshallen - 19 september 1996 Färjestads BK-Luleå HF 2-1 (2-1, 0-0, 0-0) 3181 Färjestads Ishall - 19 september 1996 Modo Hockey-Malmö IF 3-2 (3-0, 0-1, 0-1) 3120 Kempehallen Omgång 3 - 22 september 1996 Brynäs IF-Södertälje SK 5-2 (3-0, 2-2, 0-0) 3438 Gavlerinken - 22 september 1996 Leksands IF-Malmö IF 6-4 (1-2, 2-0, 3-2) 2987 Leksands Isstadion - 22 september 1996 Färjestads BK-Modo Hockey 6-3 (4-1, 1-0, 1-2) 3328 Färjestads Ishall - 22 september 1996 Luleå HF-HV 71 6-4 (1-0, 2-1, 3-3) 3169 Delfinen - 22 september 1996 Västerås IK-Västra Frölunda HC 3-3 (2-1, 1-1, 0-1) 1903 Rocklundahallen - 23 september 1996 Djurgårdens IF-AIK 2-0 (1-0, 0-0, 1-0) 13850 Globen Omgång 4 - 24 september 1996 Malmö IF-Brynäs IF 4-1 (1-1, 2-0, 1-0) 4271 Malmö Isstadion - 25 september 1996 AIK-Västerås IK 9-2 (4-0, 4-1, 1-2) 4018 Globen - 26 september 1996 Södertälje SK-Djurgårdens IF 2-5 (2-1, 0-1, 0-3) 5831 Scaniarinken - 26 september 1996 Västra Frölunda HC-Luleå HF 5-4 (2-1, 1-3, 2-0) 5379 Scandinavium - 26 september 1996 HV 71-Färjestads BK 9-5 (2-1, 5-4, 2-0) 3493 Rosenlundshallen - 26 september 1996 Modo Hockey-Leksands IF 0-3 (0-1, 0-0, 0-2) 3120 Kempehallen Omgång 5 - 28 september 1996 HV 71-Malmö IF 6-2 (0-0, 4-2, 2-0) 3854 Rosenlundshallen - 28 september 1996 Färjestads BK-Västra Frölunda HC 2-1 (0-1, 2-0, 0-0) 4182 Färjestads Ishall - 28 september 1996 Västerås IK-Brynäs IF 2-6 (0-3, 1-1, 1-2) 1840 Smehallen - 28 september 1996 Södertälje SK-Leksands IF 0-8 (0-3, 0-1, 0-4) 2679 Scaniarinken - 28 september 1996 Luleå HF-Djurgårdens IF 2-5 (0-0, 1-2, 1-3) 3809 Delfinen - 28 september 1996 Modo Hockey-AIK 4-2 (0-0, 1-2, 3-0) 3380 Kempehallen Omgång 6 - 29 september 1996 HV 71-Västra Frölunda HC 0-3 (0-2, 0-0, 0-1) 4266 Rosenlundshallen - 29 september 1996 Leksands IF-Västerås IK 6-1 (1-0, 1-0, 4-1) 3289 Leksands Isstadion - 29 september 1996 Brynäs IF-Södertälje SK 2-6 (0-2, 1-4, 1-0) 3524 Gavlerinken - 29 september 1996 Färjestads BK-Malmö IF 3-1 (0-1, 1-0, 2-0) 3451 Färjestads Ishall - 29 september 1996 Modo Hockey-Luleå HF 3-1 (0-0, 1-1, 2-0) 2427 Kempehallen - 1 oktober 1996 AIK-Djurgårdens IF 2-1 (0-0, 1-0, 1-1) 13347 Globen Omgång 7 - 3 oktober 1996 Luleå HF-AIK 1-2 (0-1, 1-0, 0-1) 3902 Delfinen - 3 oktober 1996 Västerås IK-Södertälje SK 4-1 (3-0, 0-1, 1-0) 2329 Rocklundahallen - 3 oktober 1996 Djurgårdens IF-Malmö IF 6-4 (2-1, 1-1, 3-2) 5242 Globen - 3 oktober 1996 Brynäs IF-Leksands IF 2-4 (0-1, 2-0, 0-3) 5354 Gavlerinken - 3 oktober 1996 HV 71-Modo Hockey 7-2 (5-1, 2-1, 0-0) 3247 Rosenlundshallen - 3 oktober 1996 Färjestads BK-Västra Frölunda HC 2-3 (2-0, 0-2, 0-1) 3375 Färjestads Ishall Omgång 8 - 6 oktober 1996 Malmö IF-Västerås IK 8-5 (4-1, 3-0, 1-4) 3884 Malmö Isstadion - 6 oktober 1996 Södertälje SK-Luleå HF 1-4 (1-2, 0-1, 0-1) 2247 Scaniarinken - 6 oktober 1996 Västra Frölunda HC-HV 71 1-2 (1-1, 0-0, 0-1) 6334 Scandinavium - 6 oktober 1996 Modo Hockey-Brynäs IF 1-3 (1-1, 0-1, 0-1) 3043 Kempehallen - 6 oktober 1996 Leksands IF-Djurgårdens IF 1-1 (0-0, 1-1, 0-0) 3542 Leksands Isstadion - 6 oktober 1996 AIK-Färjestads BK 2-0 (0-0, 1-0, 1-0) 5323 Globen Omgång 9 - 1 oktober 1996 Luleå HF-Malmö IF 5-3 (0-1, 2-0, 3-2) 3553 Delfinen - 8 oktober 1996 Västerås IK-Leksands IF 3-7 (0-1, 2-4, 1-2) 3174 Rocklundahallen - 8 oktober 1996 Djurgårdens IF-Brynäs IF 2-2 (0-0, 2-0, 0-2) 6112 Globen - 8 oktober 1996 Västra Frölunda HC-Modo Hockey 1-4 (1-1, 0-2, 0-1) 4336 Scandinavium - 8 oktober 1996 HV 71-AIK 3-3 (3-3, 0-0, 0-0) 4175 Rosenlundshallen - 8 oktober 1996 Färjestads BK-Södertälje SK 4-0 (1-0, 0-0, 3-0) 3369 Färjestads Ishall Omgång 10 - 10 oktober 1996 Brynäs IF-Västerås IK 8-4 (3-2, 4-1, 1-1) 3173 Gavlerinken - 10 oktober 1996 Leksands IF-Luleå HF 3-2 (0-0, 2-0, 1-2) 3738 Leksands Isstadion - 10 oktober 1996 Malmö IF-Färjestads BK 7-1 (2-0, 2-1, 3-0) 5125 Malmö Isstadion - 10 oktober 1996 Södertälje SK-HV 71 5-5 (0-2, 2-1, 3-2) 1762 Scaniarinken - 10 oktober 1996 AIK-Västra Frölunda HC 2-1 (0-0, 1-1, 1-0) 5121 Globen - 10 oktober 1996 Modo Hockey-Djurgårdens IF 1-2 (1-1, 0-0, 0-1) 3274 Kempehallen Omgång 11 - 13 oktober 1996 Luleå HF-Västerås IK 5-2 (1-0, 2-0, 2-2) 3382 Delfinen - 13 oktober 1996 Södertälje SK-Modo Hockey 2-6 (1-1, 0-3, 1-2) 2750 Scaniarinken - 13 oktober 1996 Västra Frölunda HC-Leksands IF 4-2 (2-0, 1-1, 1-1) 6029 Scandinavium - 13 oktober 1996 HV 71-Brynäs IF 3-2 (3-1, 0-0, 0-1) 4074 Rosenlundshallen - 13 oktober 1996 Malmö IF-AIK 5-2 (0-1, 2-1, 3-0) 5475 Malmö Isstadion - 13 oktober 1996 Djurgårdens IF-Färjestads BK 7-2 (2-1, 2-0, 3-1) 5439 Globen Omgång 12 - 17 oktober 1996 Luleå HF-Brynäs IF 3-3 (1-0, 0-2, 2-1) 3661 Delfinen - 17 oktober 1996 Västerås IK-Djurgårdens IF 5-8 (3-1, 1-4, 1-3) 2663 Rocklundahallen - 17 oktober 1996 AIK-Modo Hockey 1-5 (0-1, 1-1, 0-3) 5722 Globen - 17 oktober 1996 Västra Frölunda HC-Södertälje SK 3-1 (1-1, 0-0, 2-0) 4347 Scandinavium - 17 oktober 1996 HV 71-Malmö IF 3-3 (1-2, 1-1, 0-0) 3518 Rosenlundshallen - 17 oktober 1996 Färjestads BK-Leksands IF 2-2 (2-2, 0-0, 0-0) 4012 Färjestads Ishall Omgång 13 - 20 oktober 1996 Djurgårdens IF-Luleå HF 7-4 (4-1, 1-1, 2-2) 8088 Globen - 20 oktober 1996 Brynäs IF-Färjestads BK 4-7 (2-3, 2-0, 0-4) 4194 Gavlerinken - 20 oktober 1996 Leksands IF-HV 71 3-6 (2-2, 1-1, 0-3) 4004 Leksands Isstadion - 20 oktober 1996 Modo Hockey-Västerås IK 2-2 (1-1, 1-1, 0-0) 3088 Kempehallen - 20 oktober 1996 Malmö IF-Västra Frölunda HC 3-4 (2-2, 1-1, 0-1) 4567 Malmö Isstadion - 20 oktober 1996 Södertälje SK-AIK 1-3 (1-2, 0-0, 0-1) 4188 Scaniarinken Omgång 14 - 24 oktober 1996 Modo Hockey-Luleå HF 2-1 (1-0, 0-1, 1-0) 3426 Kempehallen - 24 oktober 1996 Färjestads BK-Västerås IK 5-0 (0-0, 3-0, 2-0) 2841 Färjestads Ishall - 24 oktober 1996 HV 71-Djurgårdens IF 3-5 (1-0, 1-2, 1-3) 4136 Rosenlundshallen - 24 oktober 1996 Västra Frölunda HC-Brynäs IF 2-2 (0-1, 1-1, 1-0) 7125 Scandinavium - 24 oktober 1996 AIK-Leksands IF 4-2 (1-1, 3-1, 0-0) 10722 Globen - 24 oktober 1996 Södertälje SK-Malmö IF 2-5 (1-1, 0-3, 1-1) 1820 Scaniarinken Omgång 15 - 26 oktober 1996 HV 71-Färjestads BK 4-1 (1-0, 2-0, 1-1) 4369 Rosenlundshallen - 26 oktober 1996 Västra Frölunda HC-Malmö IF 3-3 (2-2, 0-1, 1-0) 6311 Scandinavium - 26 oktober 1996 Brynäs IF-Leksands IF 4-5 (3-2, 0-1, 1-2) 6201 Gavlerinken - 26 oktober 1996 Södertälje SK-Västerås IK 3-8 (0-2, 2-0, 1-6) 2213 Scaniarinken - 26 oktober 1996 Djurgårdens IF-Modo Hockey 6-2 (1-2, 1-0, 4-0) 4369 Hovet, Johanneshov - 26 oktober 1996 Luleå HF-AIK 1-6 (0-2, 0-1, 1-3) 4411 Delfinen Omgång 16 - 27 oktober 1996 Malmö IF-Västra Frölunda HC 5-5 (1-4, 2-0, 2-1) 4688 Malmö Isstadion - 27 oktober 1996 Västerås IK-Södertälje SK 2-4 (0-2, 2-2, 0-0) 1833 Smehallen - 27 oktober 1996 Luleå HF-Modo Hockey 2-0 (0-0, 1-0, 1-0) 3701 Delfinen - 27 oktober 1996 Färjestads BK-HV 71 4-1 (1-0, 1-1, 2-0) 4022 Färjestads Ishall - 27 oktober 1996 Leksands IF-Brynäs IF 4-0 (0-0, 3-0, 1-0) 4963 Leksands Isstadion - 29 oktober 1996 Djurgårdens IF-AIK 6-4 (2-0, 3-1, 1-3) 13850 Globen Omgång 17 - 31 oktober 1996 Leksands IF-Södertälje SK 5-1 (1-1, 3-0, 1-0) 3658 Leksands Isstadion - 31 oktober 1996 Brynäs IF-AIK 1-3 (1-0, 0-2, 0-1) 5315 Gavlerinken - 31 oktober 1996 Djurgårdens IF-Västra Frölunda HC 0-1 (0-1, 0-0, 0-0) 10512 Globen - 31 oktober 1996 Västerås IK-HV 71 1-6 (1-4, 0-1, 0-1) 2397 Rocklundahallen - 31 oktober 1996 Luleå HF-Färjestads BK 3-1 (1-0, 2-1, 0-0) 3752 Delfinen - 31 oktober 1996 Malmö IF-Modo Hockey 2-4 (2-0, 0-0, 0-4) 4759 Malmö Isstadion Omgång 18 - 3 november 1996 Södertälje SK-Brynäs IF 1-1 (1-1, 0-0, 0-0) 2875 Scaniarinken - 3 november 1996 Malmö IF-Leksands IF 1-2 (0-0, 0-1, 1-1) 5032 Malmö Isstadion - 3 november 1996 Modo Hockey-Färjestads BK 3-1 (1-1, 2-0, 0-0) 3566 Kempehallen - 3 november 1996 HV 71-Luleå HF 3-1 (1-0, 1-0, 1-1) 3621 Rosenlundshallen - 3 november 1996 AIK-Djurgårdens IF 3-1 (0-0, 2-0, 1-1) 13850 Globen - 5 november 1996 Västra Frölunda HC-Västerås IK 2-2 (0-1, 1-1, 1-0) 5538 Scandinavium Omgång 19 - 12 november 1996 Leksands IF-Modo Hockey 3-1 (1-1, 2-0, 0-0) 3510 Leksands Isstadion - 14 november 1996 Brynäs IF-Malmö IF 4-1 (1-0, 1-1, 2-0) 3415 Gavlerinken - 14 november 1996 Djurgårdens IF-Södertälje SK 5-2 (2-1, 2-0, 1-1) 6687 Globen - 14 november 1996 Västerås IK-AIK 5-5 (1-2, 2-2, 2-1) 3029 Rocklundahallen - 14 november 1996 Luleå HF-Västra Frölunda HC 2-2 (1-0, 0-1, 1-1) 3841 Delfinen - 14 november 1996 Färjestads BK-HV 71 2-2 (0-1, 1-1, 1-0) 3099 Färjestads Ishall Omgång 20 - 17 november 1996 Södertälje SK-Västerås IK 4-4 (2-1, 2-1, 0-2) 2312 Scaniarinken - 17 november 1996 Malmö IF-Djurgårdens IF 3-3 (1-2, 0-1, 2-0) 5574 Malmö Isstadion - 17 november 1996 Leksands IF-Brynäs IF 6-4 (1-0, 2-1, 3-3) 5165 Leksands Isstadion - 17 november 1996 AIK-Luleå HF 3-3 (2-3, 1-0, 0-0) 5539 Globen - 17 november 1996 Västra Frölunda HC-Färjestads BK 1-4 (0-1, 1-1, 0-2) 8897 Scandinavium - 26 november 1996 Modo Hockey-HV 71 1-4 (0-2, 0-1, 1-1) 2530 Kempehallen Omgång 21 - 21 november 1996 Djurgårdens IF-Leksands IF 2-5 (1-1, 1-1, 0-3) 13834 Globen - 21 november 1996 Västerås IK-Malmö IF 2-5 (0-1, 2-2, 0-2) 2240 Rocklundahallen - 21 november 1996 Luleå HF-Södertälje SK 4-1 (1-1, 1-0, 2-0) 3462 Delfinen - 21 november 1996 Färjestads BK-AIK 3-4 (0-1, 3-1, 0-2) 4148 Färjestads Ishall - 21 november 1996 HV 71-Västra Frölunda HC 2-1 (2-0, 0-1, 0-0) 3861 Rosenlundshallen - 21 november 1996 Brynäs IF-Modo Hockey 7-3 (5-0, 1-3, 1-0) 3633 Gavlerinken Omgång 22 - 24 november 1996 Leksands IF-Västerås IK 9-5 (4-2, 3-2, 2-1) 2773 Leksands Isstadion - 24 november 1996 Modo Hockey-Västra Frölunda HC 2-3 (0-1, 2-2, 0-0) 2685 Kempehallen - 24 november 1996 AIK-HV 71 1-1 (0-0, 1-1, 0-0) 8593 Globen - 24 november 1996 Södertälje SK-Färjestads BK 1-3 (0-1, 1-1, 0-1) 2579 Scaniarinken - 24 november 1996 Malmö IF-Luleå HF 3-6 (2-1, 0-2, 1-3) 4690 Malmö Isstadion - 24 november 1996 Brynäs IF-Djurgårdens IF 1-5 (0-2, 1-1, 0-2) 4040 Gavlerinken Omgång 23 - 28 november 1996 Västerås IK-Brynäs IF 3-3 (1-1, 1-1, 1-1) 2241 Rocklundahallen - 28 november 1996 Luleå HF-Leksands IF 0-4 (0-2, 0-1, 0-1) 4335 Delfinen - 28 november 1996 Färjestads BK-Malmö IF 3-2 (1-0, 1-2, 1-0) 3463 Färjestads Ishall - 28 november 1996 HV 71-Södertälje SK 5-1 (1-1, 3-0, 1-0) 3331 Rosenlundshallen - 28 november 1996 Västra Frölunda HC-AIK 2-2 (1-1, 0-1, 1-0) 8636 Scandinavium - 28 november 1996 Djurgårdens IF-Modo Hockey 4-4 (3-0, 0-1, 1-3) 3468 Hovet, Johanneshov Omgång 24 - 30 november 1996 Malmö IF-HV 71 4-4 (1-0, 2-2, 1-2) 4355 Malmö Isstadion - 30 november 1996 Västra Frölunda HC-Färjestads BK 4-0 (2-0, 1-0, 1-0) 3379 Scandinavium - 30 november 1996 Brynäs IF-Västerås IK 5-1 (3-0, 1-0, 1-1) 3189 Gavlerinken - 30 november 1996 Leksands IF-Södertälje SK 4-1 (2-1, 0-0, 2-0) 3033 Leksands Isstadion - 30 november 1996 Modo Hockey-Djurgårdens IF 4-3 (0-1, 2-1, 2-1) 3194 Kempehallen - 1 december 1996 AIK-Luleå HF 3-3 (1-0, 1-1, 1-2) 4052 Hovet, Johanneshov Omgång 25 - 25 november 1996 Djurgårdens IF-Luleå HF 0-3 (0-1, 0-0, 0-2) 3768 Hovet, Johanneshov - 1 december 1996 Malmö IF-Färjestads BK 2-2 (0-0, 1-0, 1-2) 4125 Malmö Isstadion - 1 december 1996 Västerås IK-Leksands IF 4-4 (1-2, 1-2, 2-0) 2304 Rocklundahallen - 1 december 1996 Västra Frölunda HC-HV 71 3-5 (1-3, 2-1, 0-1) 7974 Scandinavium - 1 december 1996 Södertälje SK-Brynäs IF 3-3 (1-1, 1-1, 1-1) 1766 Scaniarinken - 3 december 1996 AIK-Modo Hockey 3-2 (0-2, 2-0, 1-0) 4038 Hovet, Johanneshov | Omgång 26 - 5 december 1996 Västerås IK-Luleå HF 0-4 (0-1, 0-1, 0-2) 1450 Smehallen - 5 december 1996 Modo Hockey-Södertälje SK 3-5 (0-0, 2-3, 1-2) 2599 Kempehallen - 5 december 1996 AIK-Malmö IF 3-3 (0-1, 1-0, 2-2) 7320 Globen - 5 december 1996 Leksands IF-Västra Frölunda HC 3-3 (1-1, 2-1, 0-1) 3502 Leksands Isstadion - 5 december 1996 Brynäs IF-HV 71 4-2 (2-0, 0-1, 2-1) 3258 Gavlerinken - 5 december 1996 Färjestads BK-Djurgårdens IF 0-5 (0-2, 0-2, 0-1) 4183 Färjestads Ishall Omgång 27 - 3 december 1996 Södertälje SK-Västra Frölunda HC 1-1 (1-0, 0-0, 0-1) 1796 Scaniarinken - 8 december 1996 Brynäs IF-Luleå HF 1-4 (0-0, 0-3, 1-1) 4403 Gavlerinken - 8 december 1996 Malmö IF-HV 71 6-3 (3-1, 1-2, 2-0) 4947 Malmö Isstadion - 8 december 1996 Leksands IF-Färjestads BK 1-5 (0-1, 0-0, 1-4) 4226 Leksands Isstadion - 8 december 1996 Djurgårdens IF-Västerås IK 8-5 (2-2, 6-2, 0-1) 6204 Globen - 8 december 1996 Modo Hockey-AIK 3-4 (1-2, 1-1, 1-1) 1932 Kempehallen Omgång 28 - 12 december 1996 Luleå HF-Djurgårdens IF 3-1 (0-0, 2-1, 1-0) 3962 Delfinen - 12 december 1996 Färjestads BK-Brynäs IF 1-0 (0-0, 1-0, 0-0) 3258 Färjestads Ishall - 12 december 1996 HV 71-Leksands IF 4-1 (1-0, 0-1, 3-0) 4268 Rosenlundshallen - 12 december 1996 Västra Frölunda HC-Malmö IF 4-6 (1-0, 3-2, 0-4) 6265 Scandinavium - 12 december 1996 AIK-Södertälje SK 4-1 (2-1, 1-0, 1-0) 6123 Hovet, Johanneshov - 12 december 1996 Västerås IK-Modo Hockey 3-4 (0-1, 2-2, 1-1) 1695 Rocklundahallen Omgång 29 - 2 januari 1997 Västerås IK-Färjestads BK 2-7 (2-1, 0-3, 0-3) 1891 Rocklundahallen - 2 januari 1997 Djurgårdens IF-HV 71 1-4 (0-2, 1-2, 0-0) 5068 Hovet, Johanneshov - 2 januari 1997 Brynäs IF-Västra Frölunda HC 3-3 (2-0, 1-2, 0-1) 3801 Gavlerinken - 2 januari 1997 Leksands IF-AIK 0-5 (0-0, 0-4, 0-1) 5360 Leksands Isstadion - 2 januari 1997 Malmö IF-Södertälje SK 5-2 (2-1, 2-1, 1-0) 5480 Malmö Isstadion - 25 februari 1997 Luleå HF-Modo Hockey 2-1 (1-0, 1-1, 0-0) 4108 Delfinen Omgång 30 - 4 januari 1997 Södertälje SK-Leksands IF 1-4 (0-0, 0-2, 1-2) 3775 Scaniarinken - 4 januari 1997 AIK-Brynäs IF 2-3 (0-0, 0-1, 2-2) 5238 Hovet, Johanneshov - 4 januari 1997 Västra Frölunda HC-Djurgårdens IF 4-4 (0-0, 3-2, 1-2) 8728 Scandinavium - 4 januari 1997 HV 71-Västerås IK 8-3 (2-1, 4-1, 2-1) 3729 Rosenlundshallen - 4 januari 1997 Färjestads BK-Luleå HF 2-1 (1-0, 1-1, 0-0) 3860 Färjestads Ishall - 4 januari 1997 Modo Hockey-Malmö IF 0-3 (0-1, 0-1, 0-1) 3023 Kempehallen Omgång 31 - 5 januari 1997 Luleå HF-HV 71 2-2 (1-1, 1-1, 0-0) 3768 Delfinen - 5 januari 1997 Västerås IK-Västra Frölunda HC 2-5 (1-1, 0-3, 1-1) 1288 Rocklundahallen - 5 januari 1997 Brynäs IF-Södertälje SK 4-1 (0-0, 2-1, 2-0) 3504 Gavlerinken - 5 januari 1997 Leksands IF-Malmö IF 1-2 (0-2, 0-0, 1-0) 4011 Leksands Isstadion - 5 januari 1997 Färjestads BK-Modo Hockey 1-2 (0-1, 0-1, 1-0) 3196 Färjestads Ishall - 7 januari 1997 Djurgårdens IF-AIK 4-2 (1-0, 2-1, 1-1) 13165 Globen Omgång 32 - 9 januari 1997 Malmö IF-Brynäs IF 4-5 (1-1, 3-2, 0-2) 5501 Malmö Isstadion - 9 januari 1997 Södertälje SK-Djurgårdens IF 1-7 (0-0, 1-5, 0-2) 3213 Scaniarinken - 9 januari 1997 AIK-Västerås IK 7-1 (1-0, 3-1, 3-0) 3506 Globen - 9 januari 1997 Västra Frölunda HC-Luleå HF 4-4 (2-1, 2-0, 0-3) 2733 Frölundaborg Isstadion - 9 januari 1997 HV 71-Färjestads BK 3-3 (0-1, 2-1, 1-1) 3550 Rosenlundshallen - 9 januari 1997 Modo Hockey-Leksands IF 1-3 (0-1, 0-2, 1-0) 2769 Kempehallen Omgång 33 - 12 januari 1997 Luleå HF-AIK 3-2 (0-0, 1-1, 2-1) 4021 Delfinen - 12 januari 1997 Västerås IK-Södertälje SK 1-4 (0-1, 0-0, 1-3) 930 Smehallen - 12 januari 1997 Djurgårdens IF-Malmö IF 4-1 (2-1, 1-0, 1-0) 11680 Globen - 12 januari 1997 Brynäs IF-Leksands IF 1-2 (0-1, 1-1, 0-0) 5818 Gavlerinken - 12 januari 1997 HV 71-Modo Hockey 4-5 (1-1, 2-1, 1-3) 3433 Rosenlundshallen - 12 januari 1997 Färjestads BK-Västra Frölunda HC 1-1 (0-0, 1-0, 0-1) 3512 Färjestads Ishall Omgång 34 - 14 januari 1997 Malmö IF-Västerås IK 5-0 (1-0, 1-0, 3-0) 4225 Malmö Isstadion - 16 januari 1997 Leksands IF-Djurgårdens IF 4-3 (0-2, 3-0, 1-1) 4843 Leksands Isstadion - 16 januari 1997 Södertälje SK-Luleå HF 3-1 (0-0, 0-1, 3-0) 2046 Scaniarinken - 16 januari 1997 AIK-Färjestads BK 3-2 (0-1, 3-1, 0-0) 5052 Globen - 16 januari 1997 Västra Frölunda HC-HV 71 7-5 (2-3, 2-1, 3-1) 5860 Scandinavium - 16 januari 1997 Modo Hockey-Brynäs IF 4-2 (1-0, 2-0, 1-2) 2813 Kempehallen Omgång 35 - 19 januari 1997 Luleå HF-Malmö IF 3-1 (1-0, 2-1, 0-0) 3876 Delfinen - 19 januari 1997 Västerås IK-Leksands IF 2-2 (2-0, 0-1, 0-1) 2865 Rocklundahallen - 19 januari 1997 Djurgårdens IF-Brynäs IF 5-1 (1-0, 2-0, 2-1) 8068 Globen - 19 januari 1997 Västra Frölunda HC-Modo Hockey 3-5 (1-2, 1-2, 1-1) 7088 Scandinavium - 19 januari 1997 HV 71-AIK 7-3 (2-0, 4-1, 1-2) 4172 Rosenlundshallen - 19 januari 1997 Färjestads BK-Södertälje SK 5-3 (1-1, 2-0, 2-2) 3597 Färjestads Ishall Omgång 36 - 20 januari 1997 Brynäs IF-Västerås IK 10-1 (2-0, 2-1, 6-0) 3384 Gavlerinken - 21 januari 1997 Leksands IF-Luleå HF 1-4 (0-1, 1-2, 0-1) 3259 Leksands Isstadion - 21 januari 1997 Malmö IF-Färjestads BK 1-4 (1-0, 0-1, 0-3) 4702 Malmö Isstadion - 21 januari 1997 Södertälje SK-HV 71 6-4 (2-3, 2-1, 2-0) 1886 Scaniarinken - 21 januari 1997 AIK-Västra Frölunda HC 3-3 (2-1, 0-2, 1-0) 4134 Globen - 21 januari 1997 Modo Hockey-Djurgårdens IF 3-7 (2-3, 1-0, 0-4) 3148 Kempehallen Omgång 37 - 23 januari 1997 Luleå HF-Västerås IK 6-2 (1-0, 5-1, 0-1) 3983 Delfinen - 23 januari 1997 Södertälje SK-Modo Hockey 1-0 (0-0, 0-0, 1-0) 2746 Scaniarinken - 23 januari 1997 Malmö IF-AIK 9-3 (3-1, 5-1, 1-1) 5599 Malmö Isstadion - 23 januari 1997 Västra Frölunda HC-Leksands IF 5-1 (2-0, 3-0, 0-1) 7883 Scandinavium - 23 januari 1997 HV 71-Brynäs IF 1-1 (0-0, 0-0, 1-1) 3565 Rosenlundshallen - 23 januari 1997 Djurgårdens IF-Färjestads BK 3-5 (2-1, 0-2, 1-2) 5804 Globen Omgång 38 - 26 januari 1997 AIK-Modo Hockey 7-2 (2-0, 2-1, 3-1) 10744 Globen - 28 januari 1997 Luleå HF-Brynäs IF 4-2 (1-0, 0-0, 3-2) 3792 Delfinen - 28 januari 1997 Västerås IK-Djurgårdens IF 3-5 (0-2, 0-0, 3-3) 2210 Rocklundahallen - 28 januari 1997 HV 71-Malmö IF 2-5 (0-0, 2-3, 0-2) 3520 Rosenlundshallen - 28 januari 1997 Färjestads BK-Leksands IF 1-4 (0-1, 1-1, 0-2) 4707 Färjestads Ishall - 18 februari 1997 Västra Frölunda HC-Södertälje SK 2-2 (0-1, 0-0, 2-1) 4082 Scandinavium Omgång 39 - 30 januari 1997 Djurgårdens IF-Luleå HF 3-4 (2-1, 0-1, 1-2) 6112 Globen - 30 januari 1997 Brynäs IF-Färjestads BK 3-7 (0-0, 0-2, 3-5) 3618 Gavlerinken - 30 januari 1997 Leksands IF-HV 71 6-3 (2-1, 2-1, 2-1) 3444 Leksands Isstadion - 30 januari 1997 Malmö IF-Västra Frölunda HC 2-1 (1-1, 1-0, 0-0) 5292 Malmö Isstadion - 30 januari 1997 Södertälje SK-AIK 1-4 (0-2, 1-0, 0-2) 4953 Scaniarinken - 30 januari 1997 Modo Hockey-Västerås IK 1-5 (1-3, 0-2, 0-0) 2022 Kempehallen Omgång 40 - 2 februari 1997 Modo Hockey-Luleå HF 2-4 (1-0, 0-1, 1-3) 2862 Kempehallen - 2 februari 1997 Färjestads BK-Västerås IK 3-2 (0-0, 2-2, 1-0) 3777 Färjestads Ishall - 2 februari 1997 HV 71-Djurgårdens IF 3-6 (2-1, 1-3, 0-2) 4300 Rosenlundshallen - 2 februari 1997 Västra Frölunda HC-Brynäs IF 1-5 (1-4, 0-1, 0-0) 7752 Scandinavium - 2 februari 1997 AIK-Leksands IF 2-2 (0-0, 1-1, 1-1) 12298 Globen - 2 februari 1997 Södertälje SK-Malmö IF 2-2 (1-1, 0-0, 1-1) 2817 Scaniarinken Omgång 41 - 11 februari 1997 Leksands IF-Södertälje SK 1-4 (0-1, 1-3, 0-0) 2284 Leksands Isstadion - 11 februari 1997 Brynäs IF-AIK 4-1 (3-0, 0-0, 1-1) 4089 Gavlerinken - 11 februari 1997 Djurgårdens IF-Västra Frölunda HC 2-3 (0-1, 1-2, 1-0) 5128 Globen - 11 februari 1997 Västerås IK-HV 71 3-5 (0-2, 1-1, 2-2) 2100 Smehallen - 11 februari 1997 Luleå HF-Färjestads BK 3-5 (1-1, 2-3, 0-1) 3941 Delfinen - 11 februari 1997 Malmö IF-Modo Hockey 2-6 (2-2, 0-1, 0-3) 4563 Malmö Isstadion Omgång 42 - 13 februari 1997 HV 71-Luleå HF 3-5 (0-1, 1-1, 2-3) 3811 Rosenlundshallen - 13 februari 1997 Västra Frölunda HC-Västerås IK 3-3 (0-1, 1-1, 2-1) 9471 Scandinavium - 13 februari 1997 AIK-Djurgårdens IF 2-7 (1-1, 0-2, 1-4) 13850 Globen - 13 februari 1997 Södertälje SK-Brynäs IF 3-2 (1-1, 1-1, 1-0) 2675 Scaniarinken - 13 februari 1997 Malmö IF-Leksands IF 3-1 (0-1, 1-0, 2-0) 5376 Malmö Isstadion - 13 februari 1997 Modo Hockey-Färjestads BK 5-5 (1-2, 2-2, 2-1) 2139 Kempehallen Omgång 43 - 16 februari 1997 Brynäs IF-Malmö IF 3-6 (2-2, 0-1, 1-3) 5013 Gavlerinken - 16 februari 1997 Djurgårdens IF-Södertälje SK 1-4 (0-1, 0-0, 1-3) 6813 Globen - 16 februari 1997 Västerås IK-AIK 1-3 (0-2, 0-1, 1-0) 2502 Rocklundahallen - 16 februari 1997 Luleå HF-Västra Frölunda HC 4-2 (1-0, 3-2, 0-0) 3723 Delfinen - 16 februari 1997 Färjestads BK-HV 71 4-2 (0-1, 0-0, 4-1) 3563 Färjestads Ishall - 16 februari 1997 Leksands IF-Modo Hockey 3-3 (1-1, 1-0, 1-2) 3470 Leksands Isstadion Omgång 44 - 18 februari 1997 AIK-Luleå HF 0-2 (0-0, 0-1, 0-1) 6092 Globen - 20 februari 1997 Södertälje SK-Västerås IK 6-2 (2-2, 1-0, 3-0) 2320 Scaniarinken - 20 februari 1997 Malmö IF-Djurgårdens IF 1-3 (1-0, 0-2, 0-1) 5830 Malmö Isstadion - 20 februari 1997 Leksands IF-Brynäs IF 0-6 (0-2, 0-1, 0-3) 4712 Leksands Isstadion - 20 februari 1997 Modo Hockey-HV 71 3-5 (1-1, 2-1, 0-3) 2133 Kempehallen - 20 februari 1997 Västra Frölunda HC-Färjestads BK 0-1 (0-0, 0-1, 0-0) 8409 Scandinavium Omgång 45 - 23 februari 1997 Djurgårdens IF-Leksands IF 1-3 (0-1, 1-1, 0-1) 13128 Globen - 23 februari 1997 Västerås IK-Malmö IF 2-2 (1-1, 0-1, 1-0) 1582 Rocklundahallen - 23 februari 1997 Luleå HF-Södertälje SK 5-2 (2-0, 3-1, 0-1) 4526 Delfinen - 23 februari 1997 Färjestads BK-AIK 3-3 (2-2, 0-1, 1-0) 4575 Färjestads Ishall - 23 februari 1997 HV 71-Västra Frölunda HC 2-3 (1-1, 0-2, 1-0) 3779 Rosenlundshallen - 23 februari 1997 Brynäs IF-Modo Hockey 6-5 (1-1, 2-2, 3-2) 4812 Gavlerinken Omgång 46 - 27 februari 1997 Malmö IF-Luleå HF 3-3 (0-3, 2-0, 1-0) 5519 Malmö Isstadion - 27 februari 1997 Leksands IF-Västerås IK 6-3 (1-0, 2-2, 3-1) 3472 Leksands Isstadion - 27 februari 1997 Brynäs IF-Djurgårdens IF 4-3 (0-3, 3-0, 1-0) 5424 Gavlerinken - 27 februari 1997 Modo Hockey-Västra Frölunda HC 3-3 (0-0, 0-2, 3-1) 1748 Kempehallen - 27 februari 1997 AIK-HV 71 3-4 (1-0, 2-3, 0-1) 7667 Hovet, Johanneshov - 27 februari 1997 Södertälje SK-Färjestads BK 1-4 (0-3, 1-1, 0-0) 3378 Scaniarinken Omgång 47 - 2 mars 1997 Västerås IK-Brynäs IF 1-0 (0-0, 0-0, 1-0) 2261 Rocklundahallen - 2 mars 1997 Luleå HF-Leksands IF 5-6 (0-1, 3-2, 2-3) 4862 Delfinen - 2 mars 1997 Färjestads BK-Malmö IF 2-4 (0-1, 1-1, 1-2) 4050 Färjestads Ishall - 2 mars 1997 HV 71-Södertälje SK 3-4 (2-1, 1-0, 0-3) 3443 Rosenlundshallen - 2 mars 1997 Västra Frölunda HC-AIK 2-1 (2-0, 0-1, 0-0) 7627 Scandinavium - 2 mars 1997 Djurgårdens IF-Modo Hockey 5-3 (4-1, 1-1, 0-1) 10072 Globen Omgång 48 - 4 mars 1997 Västerås IK-Luleå HF 3-4 (1-3, 2-1, 0-0) 1736 Rocklundahallen - 4 mars 1997 Modo Hockey-Södertälje SK 3-6 (1-2, 1-3, 1-1) 2492 Kempehallen - 4 mars 1997 AIK-Malmö IF 2-4 (0-2, 1-1, 1-1) 6019 Globen - 4 mars 1997 Leksands IF-Västra Frölunda HC 6-2 (1-2, 3-0, 2-0) 3163 Leksands Isstadion - 4 mars 1997 Brynäs IF-HV 71 2-1 (1-0, 0-1, 1-0) 3069 Gavlerinken - 4 mars 1997 Färjestads BK-Djurgårdens IF 3-1 (0-0, 0-0, 3-1) 4422 Färjestads Ishall Omgång 49 - 6 mars 1997 Brynäs IF-Luleå HF 1-0 (0-0, 0-0, 1-0) 4145 Gavlerinken - 6 mars 1997 Djurgårdens IF-Västerås IK 3-0 (2-0, 0-0, 1-0) 5043 Globen - 6 mars 1997 Modo Hockey-AIK 3-1 (0-0, 1-0, 2-1) 3032 Kempehallen - 6 mars 1997 Södertälje SK-Västra Frölunda HC 4-2 (1-1, 2-0, 1-1) 3434 Scaniarinken - 6 mars 1997 Malmö IF-HV 71 2-3 (1-0, 0-1, 1-2) 5428 Malmö Isstadion - 6 mars 1997 Leksands IF-Färjestads BK 1-2 (0-1, 1-0, 0-1) 3675 Leksands Isstadion Omgång 50 - 9 mars 1997 Luleå HF-Djurgårdens IF 3-1 (0-0, 1-1, 2-0) 4784 Delfinen - 9 mars 1997 Färjestads BK-Brynäs IF 2-6 (0-3, 0-3, 2-0) 4310 Färjestads Ishall - 9 mars 1997 HV 71-Leksands IF 1-3 (0-3, 0-0, 1-0) 4036 Rosenlundshallen - 9 mars 1997 Västra Frölunda HC-Malmö IF 5-2 (2-0, 3-1, 0-1) 9453 Scandinavium - 9 mars 1997 AIK-Södertälje SK 3-2 (2-2, 0-0, 1-0) 4719 Globen - 9 mars 1997 Västerås IK-Modo Hockey 6-4 (2-2, 1-1, 3-1) 2242 Rocklundahallen |